# Гостилицкое
Гостилицкое — озеро в западной части Тверской области, расположено на территории Хотилицкого сельского поселения Андреапольского района. Принадлежит бассейну Западной Двины.
Гостилицкое расположено в 25 километрах к западу от города Андреаполь. Озеро длинное и узкое, вытянуто с северо-запада на юго-восток вдоль русла реки Любутка. Длина озера до 1 километра ширина до 0,25 километра. Площадь водного зеркала — 0,3 км². Протяжённость береговой линии составляет 2,6 км.
Через Гостилицкое протекает река Любутка, левый приток Торопы. В восточную часть озера также впадает река Хотилка (длина 8 км, протекает через село Хотилицы).
Недалеко от южного конца озера расположена деревня Гостилиха.